# Nemesis
Nemesis (grec. Νέμεσις, numită și Rhamnusia) era, în mitologia greacă, zeița răzbunării care pedepsește crimele, conservând și supraveghind ordinea și echilibrul în univers sub raportul moral, prin cântărirea riguroasă a fericirii și nenorocirii umane. 
La Homer, numele comun νέμεσις are sens de justiție divină: la origine, νείμειν înseamnă "a împărți (echitabil)", sensul fiind legat de distribuirea egală a șansei și neșansei, deoarece dereglarea proporției între noroc și ghinion nu rămânea nepedepsită.

## Prezentare

Nemesis
(pictură de Alfred Rethel, 1837)

Nemesis este socotită fiică a cuplului Zeus-Ananke, dar conform lui Hesiod în Theogonia (v. 223, dar într-un pasaj socotit interpolare), ea este fiica Nopții (Nyx).
Tragicii o prezintă pe Nemesis în primul rând ca răzbunătoare a crimelor și pedepsitoare a aroganței, înrudită deci cu grupul Erynnys, adică "Furiile".
Ca supraveghetoare a echilibrului dintre bine și rău și zeiță vindicativă, Nemesis veghează destinul particular al ființelor și al lucrurilor, adică menținerea locului destinat fiecăruia și păstrarea măsurii în toate; iar pe de altă parte, Nemesis pedepsește orgoliul sau credința umană că omul își poate depăși condiția cosmică, implicit faptele omenești comise cu intenția de a modifica ordinea naturii. De asemenea, Nemesis veghează aplicarea principiului delfic Nimic prea mult (Μηδέν αγάν) - deviză înscrisă pe frontonul sanctuarului din cetatea Delphoi; forma latină, la Terentius: Ne quid nimis (Andria, 61).

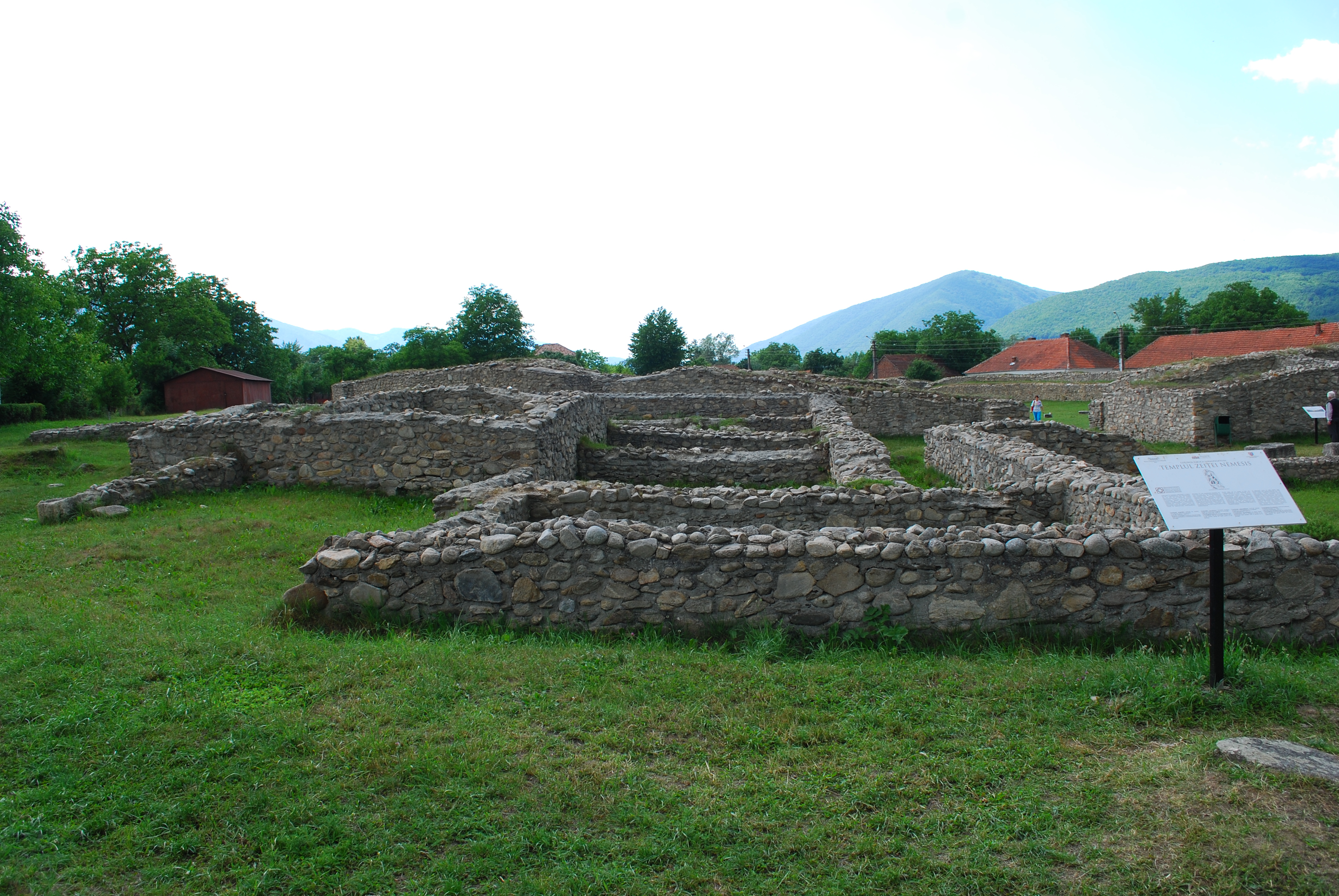
Templul lui Nemesis din Ulpia Traiana Sarmizegetusa

Nemesis este înfățișată ca o femeie serioasă, cu un bici, o sabie, o pereche de hățuri sau o balanță în mâna stângă. În perioada elenistică este portretizată cu un volan. Este numită și Rhamnusia, de la un templu și o statuie a sa din Rhamnus, un sat din partea nordică a Africii. Epitetul Adrasteia ("cea de care nimeni nu poate scăpa") i-a fost atribuit ulterior.

## Roma
Romanii au preluat cultul grec pentru Nemesis (uneori numită Pax-Nemesis), transferând asupra ei atributele zeiței locale Fortuna, devenită patroana generalilor imperiali și a gladiatorilor.